# Йоганнесберг (Баварія)
Йоганнесберг (нім. Johannesberg) — громада в Німеччині, розташована в землі Баварія. Підпорядковується адміністративному округу Нижня Франконія. Входить до складу району Ашаффенбург.
Площа — 13,63 км2. Населення становить 3933 ос. (станом на 31 грудня 2020).